# Klosstjärnen (Gåsborns socken, Värmland)
Klosstjärnen är en sjö i Filipstads kommun i Värmland och ingår i Göta älvs huvudavrinningsområde. Sjöns area är 0,006 kvadratkilometer och den är belägen 284 meter över havet.